# Algarrobo del Águila
Algarrobo del Águila es una localidad argentina, cabecera del Departamento Chical Co, provincia de La Pampa, ubicada a 314 km de la ciudad de Neuquén, a 323 km de la capital provincial; Santa Rosa, y a 1082 de Buenos Aires. Sobre la RP 10 y la RN 151.
Se encuentra cerca del río Atuel, sobre su margen derecha.

## Población
Contó con 539 habitantes (Indec, 2010), lo que representó un incremento del 250% frente a los 147 habitantes (Indec, 2001) del censo anterior.
El censo nacional 2022 arrojó 525 habitantes y 273 viviendas.
| Gráfica de evolución demográfica de Algarrobo del Águila entre 1991 y 2022 |
|                                                                            |
| Fuente: Censos nacionales del INDEC                                        |

## Toponimia
Hay dos variantes de si era un algarrobo o un caldén, frente al edificio de la antigua comisaría. El águila, de pecho blanco.

## Escenarios climáticos
En el "Hemiciclo Seco "Provincia de La Pampa" 1920 a 1973: en 1929 tuvo el mínimo de lluvias con 309 mm.
En el "Hemiciclo Húmedo "Florentino Ameghino" 1870 a 1920, y 1973 a ¿2020?, en 1900: 1.330 mm, 1976 1.207 mm